# Abbàs ibn Firnàs
Abu-l-Qàssin Abbàs ibn Firnàs ibn Wardús, més conegut simplement com a Abbàs ibn Firnàs, (810 – 887) fou un erudit andalusí a la cort dels emirs al-Hàkam I, Abd-ar-Rahman II i Muhàmmad I. Era un mawla amazic de la regió de Takurunna (Ronda). Precursor de l'aeronàutica, filòsof, científic, poeta i alquimista/químic, Ibn Firnàs va ser un dels primers a aconseguir tallar el cristall de roca i per alguns l'inventor del paracaigudes.